# Sharāb Gorūh
Sharāb Gorūh (persiska: شراب گروه) är en ort i Iran.   Den ligger i provinsen Kohgiluyeh och Buyer Ahmad, i den centrala delen av landet, 500 km söder om huvudstaden Teheran. Sharāb Gorūh ligger 1 466 meter över havet och antalet invånare är 104.
Terrängen runt Sharāb Gorūh är varierad.Runt Sharāb Gorūh är det ganska glesbefolkat, med 47 invånare per kvadratkilometer. Närmaste större samhälle är Cheram, 13,6 km väster om Sharāb Gorūh. Omgivningarna runt Sharāb Gorūh är i huvudsak ett öppet busklandskap.